# Tigliole
Tigliole, (Tijòli en piemontès) és un municipi situat al territori de la província d'Asti, a la regió del Piemont (Itàlia).
Limita amb els municipis d'Asti, Baldichieri d'Asti, Cantarana, San Damiano d'Asti i Villafranca d'Asti.
Pertanyen al municipi les frazioni de Pocola, Pratomorone, Remondini, San Carlo i Valperosa.